# Plus ultra

Stemma del Regno di Spagna

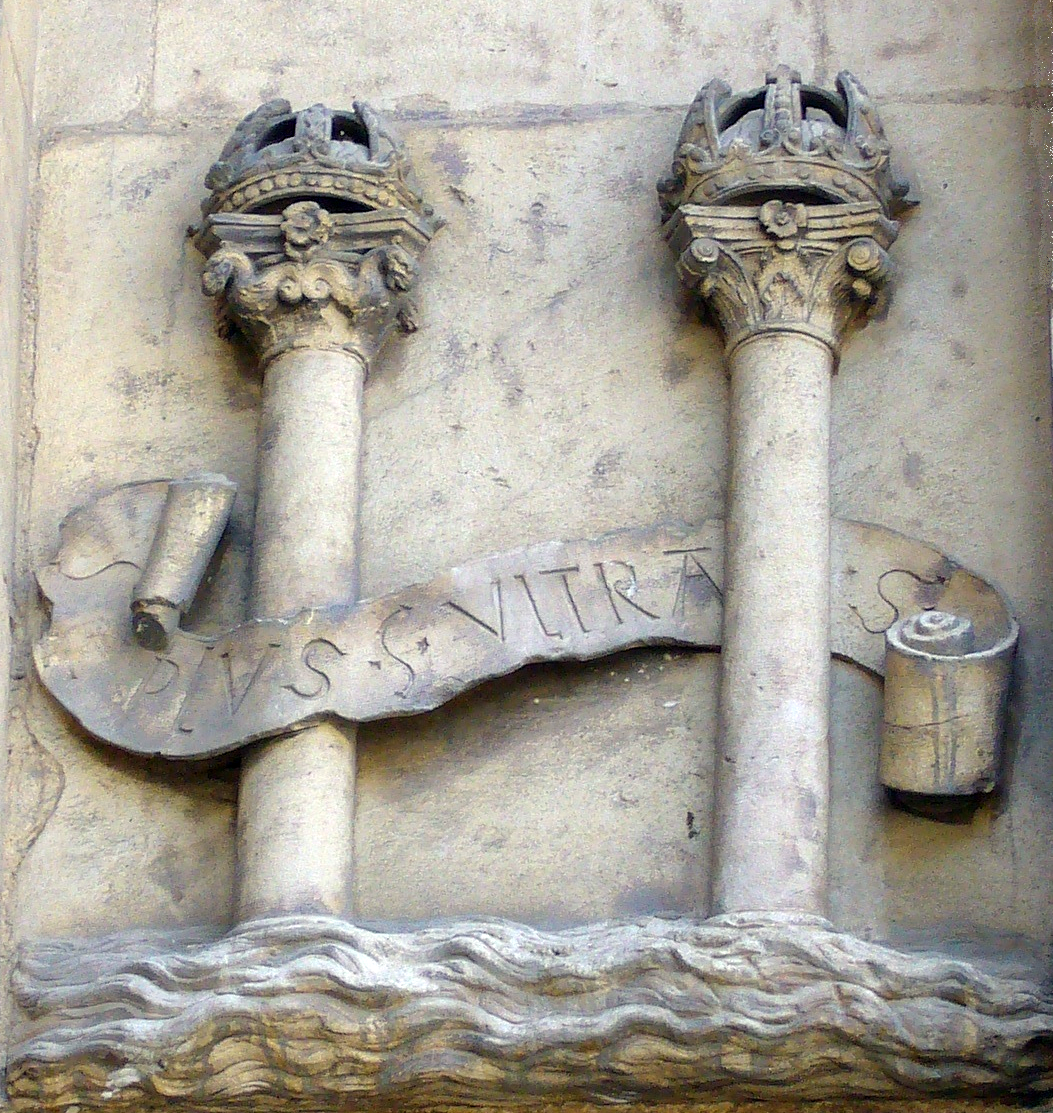
Scultura raffigurante le colonne d'Ercole con il motto PLVS VLTRA a Siviglia

Plus ultra è una locuzione latina che significa: andare oltre, superare i propri limiti, cui si contrappone l'altro motto latino Non plus ultra, "non più avanti".
Plus Ultra è il motto nazionale della Spagna e di altri enti e istituzioni, tra cui: Jurong Junior College a Singapore, Malden Catholic High School in Massachusetts e della marina colombiana. Deriva dal motto personale di Carlo V, Plous Oultre nell'originale francese. Era inoltre il motto di Francesco Bacone, filosofo, saggista e politico inglese.

## Origini
Il motto Plus ultra trae le sue origini dalla locuzione latina Nec plus ultra che, tradotta letteralmente, significa "non più avanti".
Secondo la mitologia questa iscrizione fu scolpita da Ercole sui monti Calpe e Abila, le cosiddette Colonne d'Ercole (stretto di Gibilterra), creduti i limiti estremi del mondo, oltre i quali era vietato il passaggio a tutti i mortali. Ercole raggiunse il limite del mondo e separò il monte presente in due parti (le due colonne d'Ercole). I due monti si chiamarono Abila in Africa e Calpe in Spagna.
Nell'uso comune la frase, modificata in Non plus ultra, serve a indicare il limite estremo, cioè il massimo della perfezione, dell'eleganza, dell'arte con cui si è finito qualche lavoro. Contrariamente, quasi a voler superare lo stesso limite estremo umano, il sovrano Carlo V, su proposta dell'umanista italiano Luigi Marliani, adottò il motto Plous Oultre, cioè superare ogni limite possibile. Da qui il passaggio del motto alla Spagna, nella versione latina "Plus Ultra", dove figura tra le due colonne di cui si è detto sopra, simbolo esse stesse dei limiti fisici e mentali dell'uomo.

## Nella cultura di massa
È da questo motto che prende il nome un alieno di Ben 10: Plusultra. 
Plus ultra è anche il motto della scuola per eroi U.A. in My Hero Academia.
Plus Ultra nel film Tomorrowland - Il mondo di domani (Tomorrowland) è il nome di un gruppo segreto composto dagli inventori Thomas Edison e Nikola Tesla, dall'ingegnere e architetto Gustave Eiffel e dallo scrittore d'avanguardia Jules Verne. Il quartetto fittizio ideò e realizzò la città di "Tomorrowland", da cui prende il nome il film, come materializzazione della loro filosofia di un futuro utopistico ideale.